# Abū l-ʿAlāʾ al-Maʿarrī

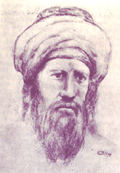
Historische Darstellung al-Maʿarrīs

Abū l-ʿAlāʾ al-Maʿarrī (arabisch أبو العلاء المعري, DMG Abū l-ʿAlāʾ al-Maʿarrī, lateinisch auch Abulola (Moarrensis), * 973 in Maʿarra; † 1057 in Maʿarra) war ein arabischer Philosoph und Dichter. Er wird trotz seiner unorthodoxen Ansichten als einer der größten klassischen arabischen Dichter angesehen. Er wurde in der nordsyrischen Stadt Maʿarra geboren, erblindete als Kind, studierte in Aleppo, Tripolis und Antiochien, wurde ein bekannter Dichter in Bagdad und kehrte im Jahr 1010 in seine Geburtsstadt zurück, wo er unverheiratet im Alter von 83 Jahren starb.
Al-Maʿarrī war ein Freidenker, Skeptiker und Rationalist und orientierte sich an der Vernunft als alleiniger Quelle der Weisheit. Er lehnte religiöse Dogmen vehement ab und übte scharfe Kritik an Islam, Judentum, Christentum und Zoroastrismus. Er selbst pflegte einen asketischen, abgeschiedenen Lebensstil und war ein strikter Veganer. Als Antinatalist war er der Meinung, dass Kinder nicht geboren werden sollten, um sie von den zu erwartenden Qualen des Lebens zu verschonen. Al-Maʿarrīs bekannteste Werke sind „Der Zunderfunke“, „Die Vorschrift, die nicht vorgeschrieben ist“ und das „Sendschreiben über die Vergebung“, welches oft mit Dantes Göttlicher Komödie verglichen wird. Aus diesem Grund ist er in moslemisch-konservativen Kreisen umstritten.

## Leben
Al-Maʿarrī wurde im Dezember 973 in der nordsyrischen Stadt Maʿarra nahe Aleppo geboren, dem heutigen Maʿarrat an-Nuʿmān. Die Stadt gehörte zum Abbasiden-Kalifat, dem dritten islamischen Kalifat. Er gehörte zur angesehenen Banu Sulayman-Familie, die Teil des Tanukh-Stammes war. Einer seiner Vorfahren war der erste Qādī von Maʿarra. Der Tanukh-Stamm bildete jahrhundertelang die syrische Aristokratie, mehrere Familienmitglieder waren als Poeten bekannt. Auch sein Vater, Abdallah ibn Sulaiman, war als Philologe und Dichter bekannt. Im Alter von vier Jahren verlor Al-Maʿarrī infolge einer Pockenerkrankung sein Augenlicht. Sein späterer Pessimismus kann teils durch seine Erblindung erklärt werden, er beschrieb sich als „doppelten Gefangenen“ von Blindheit und Isolation. Seine Behinderung machte er durch sein ausgezeichnetes Gedächtnis wett.
Erste Versuche als Dichter machte er im frühen Alter von elf oder 12 Jahren. In seiner Heimatstadt und in Aleppo, später auch in anderen syrischen Städten und in Antiochia, studierte al-Maʿarrī den Islam und die arabische Sprache und Literatur. Unter seinen Lehrern in Aleppo waren Weggefährten von Ibn Hālawaih. Dieser Grammatiker und Gelehrte starb 980, als al-Maʿarrī noch ein Kind war. Trotzdem beweinte er in seinem Gedicht Risālat al-Ghufrān eindrücklich dessen Tod. Nach einem Bericht Ibn al-Qiftīs war al-Maʿarrī auf dem Weg nach Tripolis, als er in einem christlichen Kloster nahe Latakia einer Debatte über die hellenistische Philosophie lauschte, welche seinen späteren Skeptizismus und seine Irreligiosität beeinflusste.
1004/1005 erfuhr al-Maʿarrī vom Tod seines Vaters, dem er eine Elegie widmete. Später zog er nach Bagdad. Dort machte er die Bekanntschaft zahlreicher Gelehrter und wurde, obwohl er umstritten war, ein gern gesehener Gast in den Gelehrten-Salons der Stadt. In diese Zeit fällt auch ein Streit mit dem Literaten al-Murtadā. Nach einem erhitzten Disput über den Rang der Dichtung al-Mutanabbis ließ dieser al-Maʿarrī an den Füßen aus seinem literarischen Salon schleifen.
Nach eineinhalb Jahren in Bagdad kehrte al-Maʿarrī 1010 aus unbekannten Gründen in seine Heimatstadt zurück. Möglicherweise kehrte er zurück, weil seine Mutter erkrankt war, vielleicht auch aus finanziellen Gründen, da er sich weigerte, seine Werke in Bagdad zu verkaufen. Seine Mutter war bei seiner Ankunft bereits verstorben. Er verbrachte sein restliches Leben in Maʿarra, wo er sich für ein asketisches Leben in Abgeschiedenheit entschied. Nur einmal, als Gewalt die Stadt erfasste, musste er sein Haus verlassen. Obwohl er so beschränkt lebte, führte er seine dichterische Arbeit fort und arbeitete mit anderen zusammen. Er genoss höchsten Respekt und zog zahlreiche Schüler an. Er wurde wohlhabend, obwohl er sich weigerte, seine Werke zu verkaufen. Er unterhielt eine rege Korrespondenz mit den führenden Gelehrten seiner Zeit. Al-Maʿarrī starb unverheiratet im Mai 1057 in seiner Heimatstadt.

## Philosophie

### Irreligion
Al-Maʿarrī war ein Skeptiker und prangerte Aberglauben und religiösen Dogmatismus an. Aufgrund seiner negativen Weltsicht wurde er als pessimistischer Freidenker bezeichnet. Ein immer wiederkehrendes Thema in seinen Werken ist das Recht der Vernunft gegen Traditionen, Gebräuche und Autorität. Al-Maʿarrī lehrte, dass Religion eine „von den Vorvätern ersonnene Fabel“ sei, ohne Wert außer für Ausbeuter leichtgläubiger Massen. Zu Lebzeiten al-Maʿarrīs waren in Ägypten, Bagdad und Aleppo mehrere Kalifate entstanden, welche alle die Religion zur Stützung ihrer Macht gebrauchten. Er wies den Wahrheitsanspruch des Islams wie auch anderer Religionen zurück:
Man soll die Behauptungen der Propheten nicht für wahr halten; es sind allesamt Erfindungen. Den Menschen ging es gut, bis sie kamen und das Leben verpfuschten. Die heiligen Bücher sind nur Sammlungen nutzloser Geschichten, wie sie alle Zeiten hervorbringen konnten und auch hervorgebracht haben.
Al-Maʿarrī kritisierte viele Dogmen des Islams, wie z. B. den Haddsch, den er einen „Heidenzug“ nannte. Er wies jegliche göttliche Offenbarung zurück. Seine Überzeugungen waren die eines Philosophen und Asketen, für den die Vernunft einen moralischen Leitfaden bereithält und Tugend Belohnung genug für sich selbst ist. Al-Ma’arris religiöser Skeptizismus betraf nicht nur den Islam, sondern auch die anderen bekannten Religionen seiner Zeit:
Die Hanifen sind im Irrtum, die Christen sind
nicht auf dem rechten Weg, die Juden sind
verwirrt, und die Zoroastrier irrgeleitet!
Die Bewohner der Erde zerfallen in zwei Gruppen:
die einen haben Vernunft, aber keine Religion,
und die anderen haben Religion, aber keine Vernunft.
Al-Maʿarrī schrieb, dass Mönche in ihrem Kloster oder Gläubige in den Moscheen blind dem Glauben des Orts folgen würden – wären sie unter Magiern oder Sabiern geboren, wären sie Magier oder Sabier geworden. In einem weiteren Gedicht beschreibt er, als Blinder, die Welt als blind:
Ich erstaune über Cosroes und seine Anhänger, wenn ich sehe, daß sie sich das Gesicht mit dem Urin von einer Kuh waschen; über die Christen, daß sie behaupten, Gott habe Schmach und Unrecht erduldet, ohne sich zu vertheidigen oder zu rächen; über die Juden, daß sie glauben, Gott habe ein Wohlgefallen daran, wenn er das Geräusch höre, das das rinnende Blut macht, welches aus den geöfneten Adern eines sterbenden Thiers fließt; und so auch über eine Nation, die von einem Ende der Erde herkommt, um Kieselsteine zu werfen, und einen Stein zu küssen. Unbegreifliche Meinungen! Ist dann die ganze Welt blind, daß niemand die Wahrheit sehen kann?

### Asketismus
Al-Maʿarrī war ein Asket, der weltlichen Genüssen abschwor und Gewalt ablehnte. In Bagdad, wo er ein beliebter Gast der Salons war, entschied er sich, seine Werke nicht zu verkaufen. Später wurde er zu einem strikten Veganer und aß weder Fleisch noch tierische Produkte. Er schrieb:

„Do not unjustly eat fish the water has given up, and do not
      desire as food the flesh of slaughtered animals,
Or the white milk of mothers who intended its pure draught for
      their young, not for noble ladies.
And do not grieve the unsuspecting birds by taking their eggs;
      for injustice is the worst of crimes.
And spare the honey which the bees get industriously
      from the flowers of fragrant plants;
For they did not store it that it might belong to others, nor did
      they gather it for bounty and gifts.
I washed my hands of all this; and wish that I had perceived
      my way before my hair went gray!“

„Esst nicht den Fisch, den das Wasser ausgespien, und hungert nicht nach dem Fleisch geschlachteter Tiere als Nahrung, nicht nach der weißen Milch von Müttern, die die pure Flüssigkeit ihren Jungen und nicht noblen Damen gedachten. Verärgert nicht die harmlosen Vögel, indem Ihr ihnen die Eier stehlt; denn Ungerechtigkeit ist das schlimmste aller Vergehen. Nehmt nicht den Honig, den die Bienen mit Mühe von den Blumen und den duftenden Pflanzen sammeln; sie trugen ihn nicht zusammen, damit er für andere sei, auch haben sie ihn nicht als Gabe und Geschenk gesammelt. Ich habe meine Hände von all diesem reingewaschen; und wünschte, dass ich meinen Weg erkannt hätte, bevor mein Haar nun ergraut ist!“

### Antinatalismus
Al-Maʿarrīs Pessimismus ist in seiner anti-natalistischen Empfehlung sichtbar, Kinder nicht zu zeugen, um sie vor der Pein des Lebens zu bewahren. In einer Elegie, die er anlässlich des Todes eines Verwandten schrieb, vereinte er seinen Kummer mit Gedanken über die Kurzlebigkeit des Lebens. Dabei beschreibt er die Erdoberfläche als eine bloße Ansammlung von Leichen und rät dem Leser, sich langsam an der freien Luft zu bewegen, um nicht auf den Überresten von Gottes Knechten herumzutrampeln. Sogar auf seinem Epitaph wünschte er als Inschrift:

„Dieses Verbrechen hat mir mein Vater angetan; ich habe niemandem ein solches Verbrechen angetan.“

Seinem Wunsch wurde entsprochen: Die Inschrift findet sich heute auf dem Grab des Dichters in seinem Mausoleum in Maʿarrat al-Numān.

## Werke

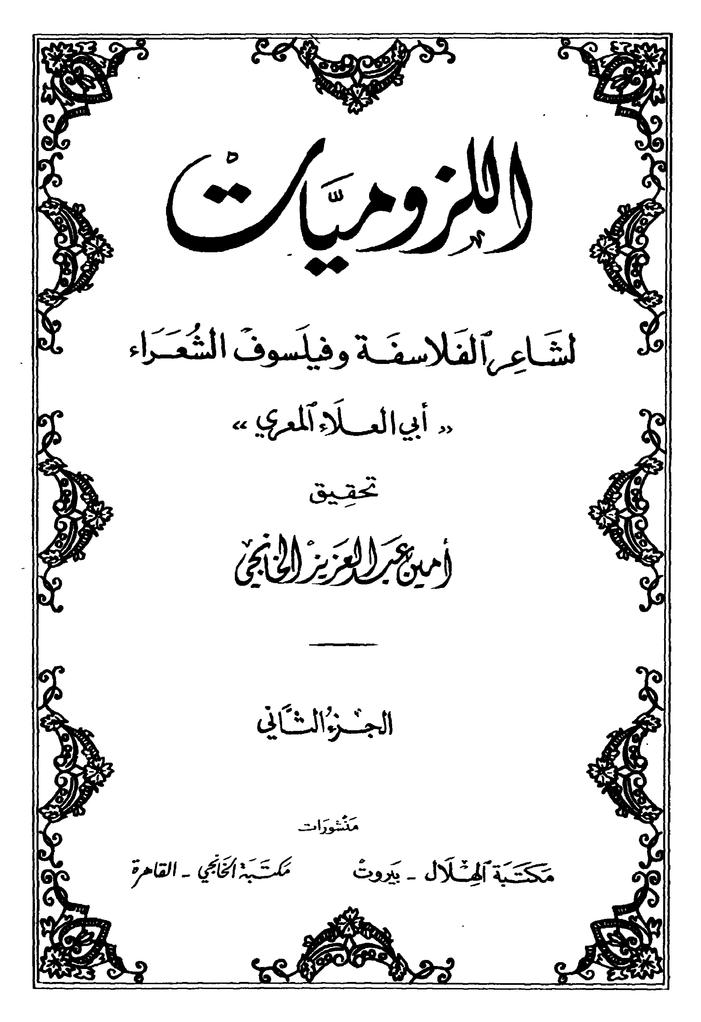
Ausgabe von al-Maʿarrīs al-Luzumiyyat

Al-Maʿarrī verfasste sowohl Gedichte als auch Prosawerke. In seine Jugendzeit und Bagdader Periode fällt das Siqt az-zand („Zunderfunke“), eine Sammlung eher konventioneller Gedichte, darunter Trauerklagen über den Tod seiner Eltern und Lobgedichte auf die Bevölkerung Aleppos und den Hamdaniden-König Sa'd al-Dawla. Mit dieser sehr beliebten Gedichtsammlung konnte er sich als Poet etablieren. Die nach dem Bagdad-Aufenthalt entstandenen Gedichte, gesammelt im Luzum ma la yalzam (Die Vorschrift, die nicht vorgeschrieben ist لزوم ما لا يلزم أو اللزوميات), beschäftigen sich dagegen in komplizierter Reimtechnik mit philosophischen Themen.
Seine umfangreichste Prosaschrift ist ein Antwortschreiben auf den ebenfalls erhaltenen Brief eines gewissen Ibn al-Qarih. Dieser, ein eher erfolgloser Dichter, wandte sich an al-Ma'arri mit der Bitte um finanzielle Unterstützung. Ibn al-Qarih hatte seinen früheren Mäzen al-Maghribi, einen fatimidischen Staatssekretär, recht schäbig im Stich gelassen, als dessen Familie beim Kalifen in Ungnade fiel. In seinem Brief an al-Ma'arri versucht Ibn al-Qarih, sich von diesem Verhalten reinzuwaschen.
Al-Ma'arris Antwort, die risalat al-ghufran („Sendschreiben über die Vergebung“), hat man oft mit Dantes Göttlicher Komödie verglichen. Der Dichter schickt den noch lebenden Ibn al-Qarih in seiner Vorstellung auf eine Jenseitsreise durch Hölle und Paradies, in welchem er die arabischen Dichter der vorislamischen Zeit trifft, was der islamischen Doktrin, dass nur Gottgläubige Erlösung erlangen, völlig widerspricht. Das Werk wurde häufig mit der 100 Jahre später entstandenen Göttlichen Komödie von Dante Alighieri sowie mit Ibn Shuhayds Risala al-tawabi' wa al-zawabi verglichen, obwohl es keine Hinweise darauf gibt, dass Dante von Al-Ma’arri bzw. Al-Ma’arri von Ibn Shuyhad inspiriert worden sein könnte.
al-Fusul wal-ghayat („Abschnitte und Enden“), eine Sammlung von Homilien in Reimprosa, wurde als eine Parodie des Korans bezeichnet.

## Rezeption
Al-Ma’arri gilt als einer der größten arabischen Dichter. Trotzdem ist er auch 1000 Jahre nach seinem Tod noch umstritten: Algerien verbannte im Jahr 2007 das „Sendschreiben über die Vergebung“ von der Internationalen Buchmesse in Algier. 2013 wurde in Syrien eine Statue zu seinen Ehren von Dschihadisten der Al-Nusra-Front geköpft.

## Ausgaben
Eine Gesamtausgabe seiner Werke gibt es bislang weder in deutscher noch in englischer Sprache. Erschienen sind bisher:
- Paradies und Hölle. Die Jenseitsreise aus dem „Sendschreiben über die Vergebung“. Übersetzt von Gregor Schoeler. München 2002.
- Risalat ul Ghufran, a Divine Comedy. Ins Englische übersetzt von G. Brackenbury, 1943.
- The Epistle of Forgiveness: Volume One: A Vision of Heaven and Hell. Ins Englische übersetzt von Geert Jan Van Gelder und Gregor Schoeler. Library of Arabic Literature, New York University Press 2013.
- The Epistle of Forgiveness: Volume Two: Hypocrites, Heretics, and Other Sinners. Ins Englische übersetzt von Geert Jan Van Gelder und Gregor Schoeler. Library of Arabic Literature, New York University Press 2014.